# Tiziana Lodato
Tiziana Lodato (* 10. November 1976 in Catania) ist eine italienische Filmschauspielerin.
Ihren ersten Erfolg hatte sie als Darstellerin der weiblichen Hauptrolle in Giuseppe Tornatores Film Der Mann, der die Sterne macht. Es folgten weitere Kino- und Fernsehproduktionen.

## Filmografie
- 1995: Der Mann, der die Sterne macht (L’uomo delle stelle) – Regie: Giuseppe Tornatore
- 1996: Italiani – Regie: Maurizio Ponzi
- 1997: Donna di piacere – Regie: Paolo Fondato
- 1997: Volare! – Regie: Vittorio De Sisti
- 1998: La stanza dello scirocco – Regie: Maurizio Sciarra
- 1999: Oltremare - Non è l’America – Regie: Nello Correale
- 2002: Solino – Regie: Fatih Akın
- 2003: Segreti di stato – Regie: Paolo Benvenuti
- 2003: Perduto amor – Regie: Franco Battiato
- 2004: Tre giorni d’anarchia – Regie: Vito Zagarrio
- 2004: L’amore di Marja – Regie: Anne Riitta Ciccone
- 2011: Terraferma – Regie: Emanuele Crialese
- 2022: L’Ora – Worte gegen Waffen (L’Ora - Inchiostro contro piombo)